# Wanda (Argentyna)
Wanda – miasto w Argentynie, w prowincji Misiones, w departamencie Iguazú.
Według danych szacunkowych na rok 2010 miejscowość liczyła 13 901 mieszkańców.